# Bagolino
Bagolino là một đô thị trong tỉnh tỉnh Brescia thuộc vùng Lombardia, Ý. Đô thị này có diện tích 109 km², dân số 3919 người. Các đô thị giáp ranh gồm: Anfo, Bienno, Bondone, Breno (Italie), Collio (Brescia), Condino, Idro, Lavenone, Prestine, Storo